# LDV Maxus
LDV Maxus (с 2011 года Maxus V80/LDV V80/MG V80) — британский лёгкий переднеприводный фургон категории LCV2, разработанный британской компанией LDV Group Limited (Бирмингем) совместно с Daewoo Motor, производился с 2004 по 2008 год.
Фургон экспортировали в Турцию, Малайзию, Францию и Россию.
LDV прекратила существование как европейский автопроизводитель в 2010 году, когда права на выпуск модели приобрела китайская компания SAIC Motor. Производственное оборудование было выкуплено, демонтировано и перевезено в Шанхай, где было смонтировано на собственном новом предприятии SAIC, уже никакого отношения к английской фирме не имеющем.
С 2011 года фургон LDV Maxus выпускается под наименованием SAIC V80.

## Обзор
Фургон LDV Maxus предлагался в трёх «весовых категориях»: 2,8; 3,2 и 3,5 т с короткой (3,1 м) и удлинённой (3,85 м) колёсной базой. Грузоподъëмность составляла от 917 до 1616 кг. Максимальная внутренняя длина грузового отсека — 3,36 м, внутренняя ширина — 1,77 м, внутренняя высота — 1,93 м.
Автомобили и шасси Maxus выпускались с 2006 года с отдельными трёх- и шестиместными кабинами, бортовыми платформами и кузовами типа фургон-бокс. Грузовой отсек снабжён противоскользящим и легкомоющимся материалом и снабжён петлями под крепление груза. Расстояние между задними арками в 1,39 м было рассчитано на размещение европоддонов. Задняя дверь — с двумя распашными на 100° створками.
Кроме базовых версий фургонов в семейство Maxus входили специализированные и специальные версии, включая рефрижераторный фургон и реанимобиль. Трёхместная кабина соответствовала современным требованиям по эргономике. В базовый список оснащения включали кондиционер и аудиосистему с CD-плеером. Тормозную систему оснащали АБС и EBD производства Bosch.
В конце 2007 года модель Maxus состояла из 87 модификаций, причём 51 модификация была обновлена:
- фургон цельнометаллический, от 2,8 т до 3,5 т — 39 модификаций с четырьмя вариантами полезного объёма грузового отсека: 7, 7,8, 10,3 и 11,4 м³;
- шасси с 3-местной кабиной, от 2,8 т до 3,5 т — 9 модификаций;
- шасси с двойной 6-местной кабиной, 3,5 т — 3 модификации;
- самосвал, 3,5 т — 3 модификации;
- бортовой, от 2,8 т до 3,5 т — 9 модификаций;
- микроавтобус, от 3,2 т до 3,9 т — 12 модификаций;
- комби, от 3,2 т до 3,9 т — 12 модификаций.

## История
Модель фургона под кодом LD100 была разработана компаниями LDV и Daewoo Motor до того, как Daewoo вступила в права собственности в ноябре 2000 года в рамках пятилетней программы разработки стоимостью 500 миллионов фунтов стерлингов.
Фургон был предназначен для замены модели Convoy LDV и модели Lublin II Daewoo Motor Polska . Более узкая производная, разделяющая стороны кузова версий SWB с низкой крышей, была частично разработана под кодовым названием BD100 для замены модели LDV Pilot, но так и не была запущена в производство.
После приобретения General Motors компании Daewoo, LDV получила эксклюзивные права на автомобиль, приобрела оснастку и перевезла ее с завода Daewoo в Люблине, Польша, на площадку LDV в Уошвуд-Хит, Бирмингем.

#### LDV Maxus (2004 — 2008)
Серийное производство фургонов Maxus развёрнули с конца 2004 года. С 2005 года фургоны и микроавтобусы семейства Maxus стали выдвигать на рынок Британии. Значительную долю в продаже составляют флит-поставки, например, таким структурам как Transco, Royal Mail (королевская почта) и английская полиция.
Продажа коммерческих автомобилей под брендом Maxus в 2007 году на рынке Британии составила 8 620 автомобилей, в 2006 году было продано 6 722 единицы.
За этот период было уволено около 800 рабочих, что поставило под вопрос все производство фургонов. Была надежда, что малайзийская компания Weststar LDV, которая собирала Maxus по лицензии в Азии, Европе и на Ближнем Востоке, приобретет LDV, но сделка сорвалась за неделю до того, как LDV перешла под управление.
В середине 2008 года руководство компании LDV столкнулось с падением спроса из-за финансового кризиса и в конце года полностью остановило производство. В 2008 году LDV произвела 10 000 фургонов, объем продаж составил около 150 миллионов фунтов стерлингов, но потерял 54 миллиона фунтов стерлингов в 2008 году и первом квартале 2009 года, до краха компании.
В августе 2010 года китайская компания SAIC, купившая большую часть активов LDV, планировала запустить китайскую версию Maxus в 2011 году, а в апреле 2011 года объявила, что Maxus будет называться Datong.  

#### GAZ Maxus / ГАЗ Максус (2006 — 2009)

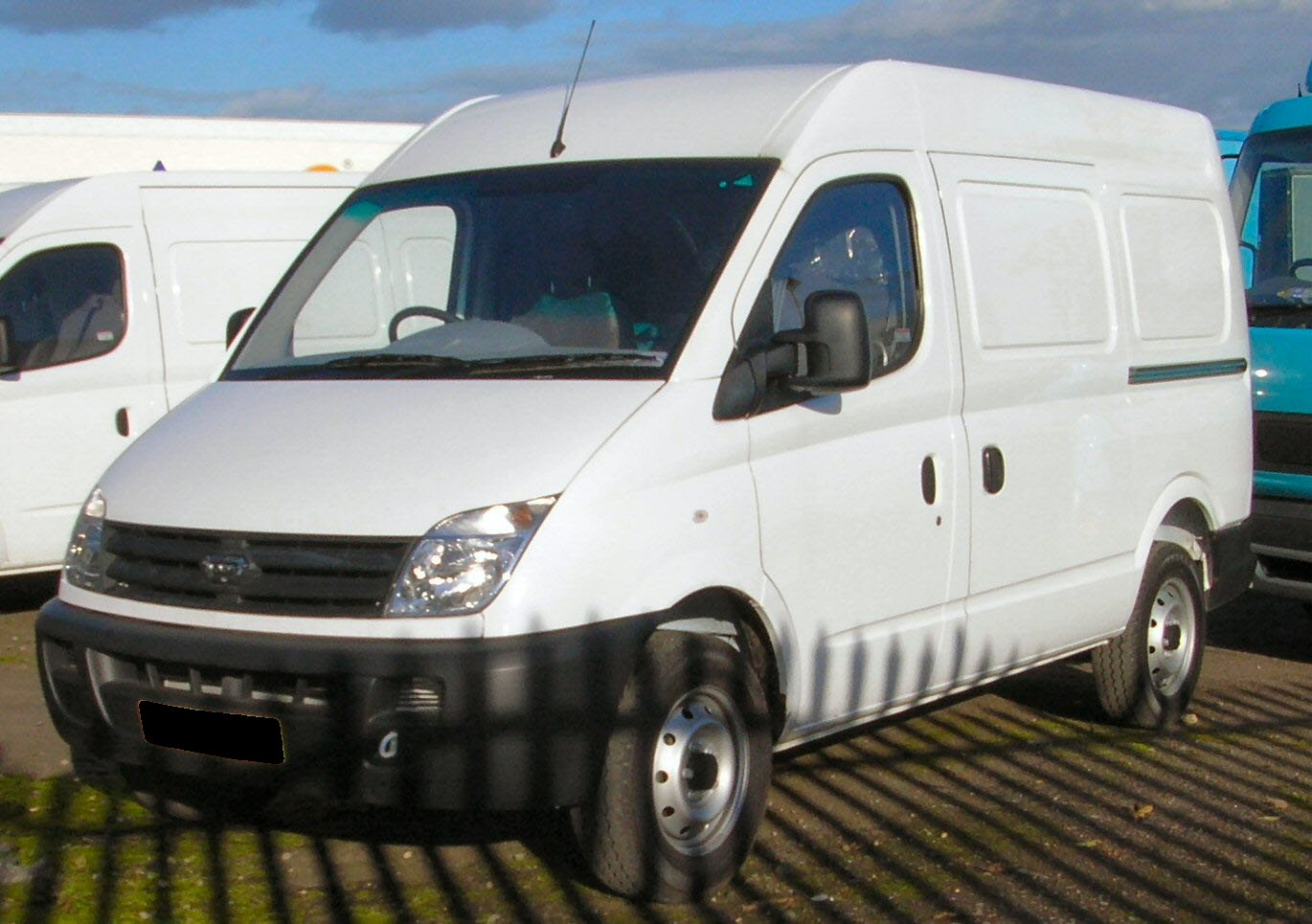
ГАЗ Максус/LDV Maxus

В 2006 году собственником контрольного пакета акций LDV становится «Группа ГАЗ», который налаживает сборку этой модели в Нижнем Новгороде. В 2008—2009 годах было произведено 1292 автомобиля. Специально для российского рынка ГАЗ Максус прошёл ряд адаптационных изменений и оснащался турбодизельным мотором 2.5 л разработки итальянской компании VM Motori. В 2009 году в связи с экономическим кризисом компания LDV обанкротилась и осенью 2009 года группа ГАЗ продала все права на LDV китайской компании Eco Concept.

#### SAIC V80 (с 2011 года)

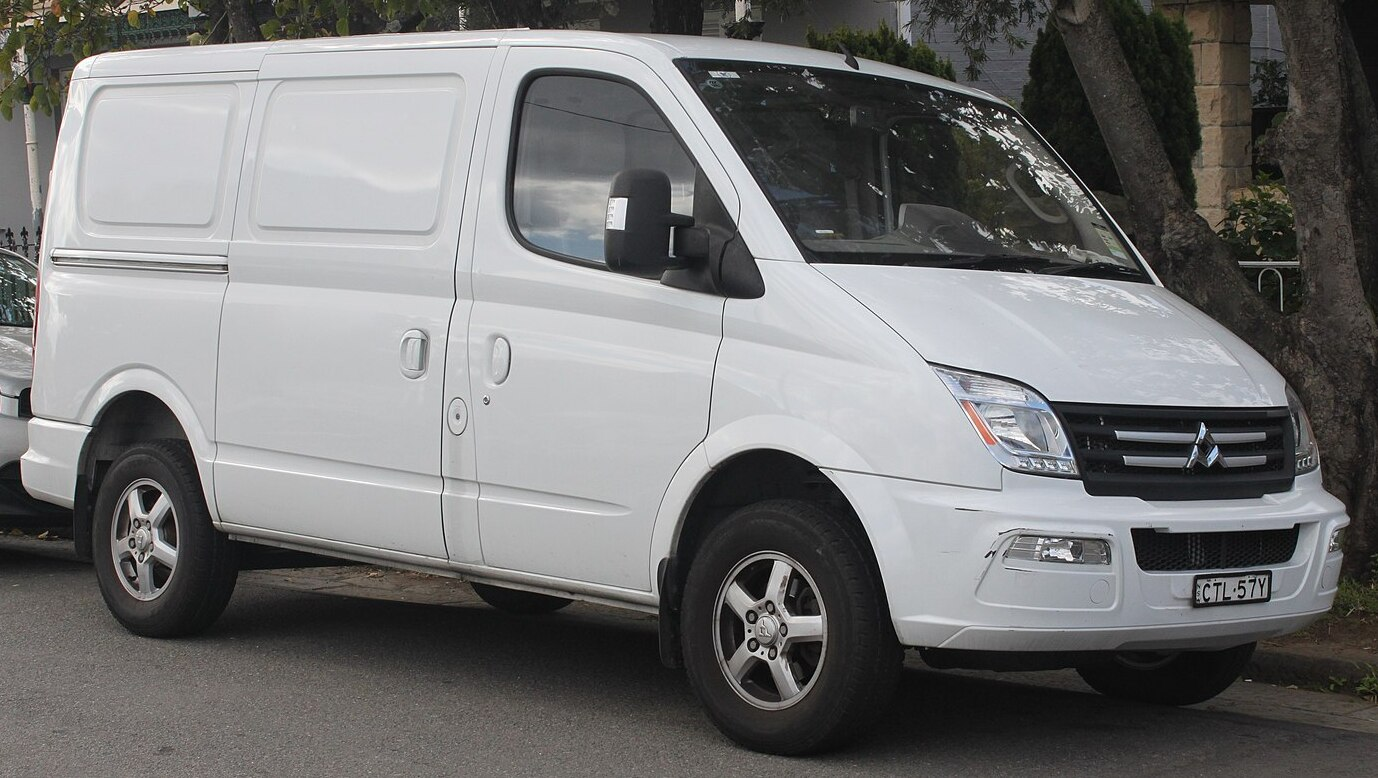
Короткобазный V80

В апреле 2011 года на Шанхайском автосалоне состоялась презентация нового семейства легких развозных автомобилей (LCV) и микроавтобусов несколько модифицированного под местные требования семейства V80, а с июля 2011 началось их серийное производство уже под собственным брендом Datong на новейшем, специально созданном для этого автозаводе подразделения SAIC Commercial Vehicle Co. под Шанхаем.
Доступный с лета 2011 года китайский V80, продаваемый под новой маркой Maxus , доступен в трех версиях: стандартной, логистической и роскошной. Микроавтобус доступен от 7 до 16 мест в двух комплектациях. Остается выбор между двумя колесными базами и двумя разными версиями 2,5-литрового дизельного двигателя мощностью 88 или 100 кВт.
В 2011 году в малайзийском городе Порт-Кланг СП SAIC с местной фирмой Weststar развернуло CKD-сборку Maxus-Datong V80 из китайских машинокомплектов взамен собиравшихся с 2007 года LDV Maxus из английских комплектов.

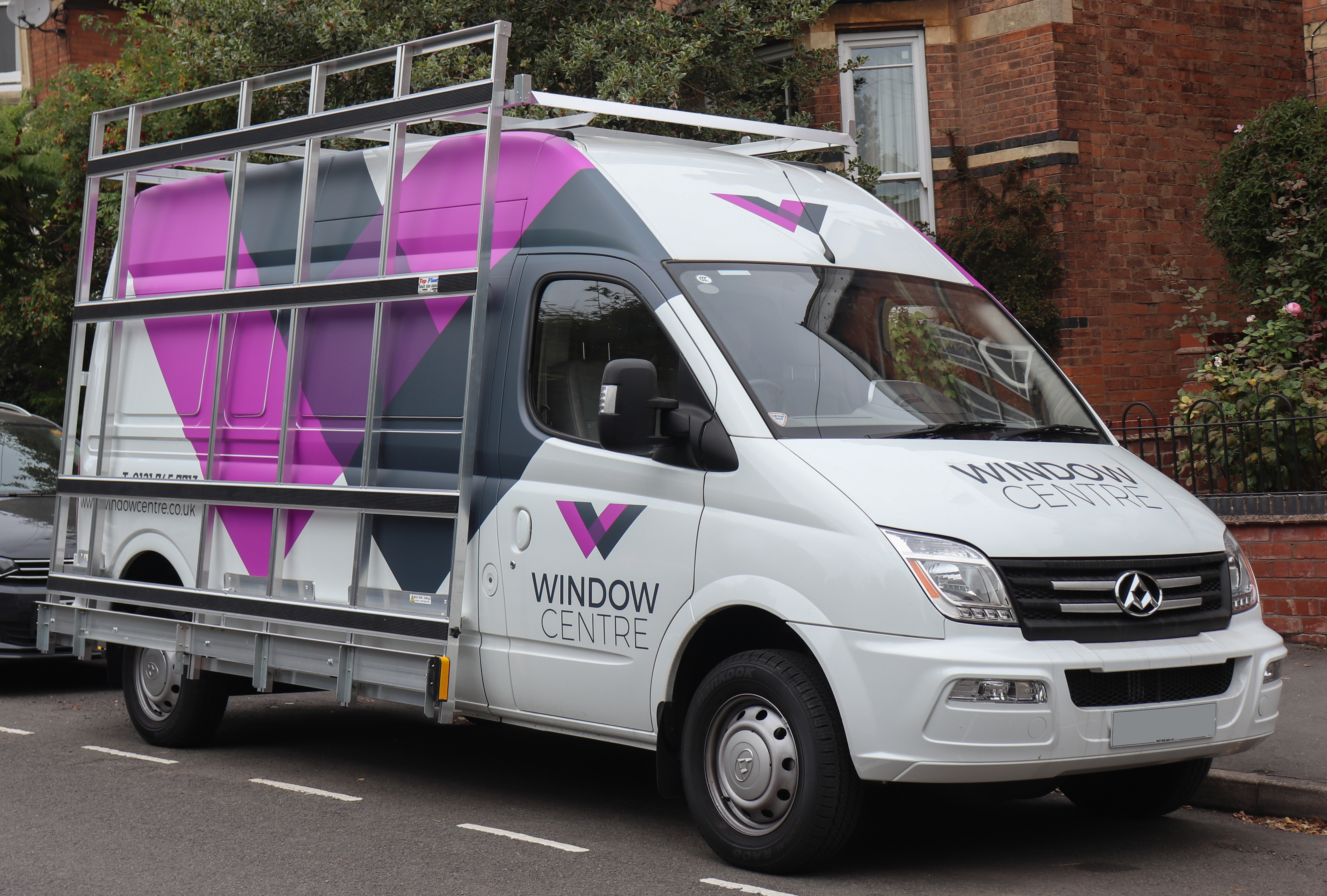
Длиннобазный V80

С 2012 года Maxus V80 экспортируется в англоязычные Австралию и Новую Зеландию под брендом LDV. С 2013 года модель поставляется в Таиланд, с 2014 года в Колумбию, с 2015 года в Ирландию и с 2016 года в Великобританию. В ноябре 2023 года Maxus V80 получил масштабное обновление 2024 модельного года на внутреннем рынке Китая. Рестайлинговый V80 получил название Xintu V80 (新途 V80), что означает модель после рестайлинга в серии фургонов Xintu.

### Maxus EV80 и EV80 Pro

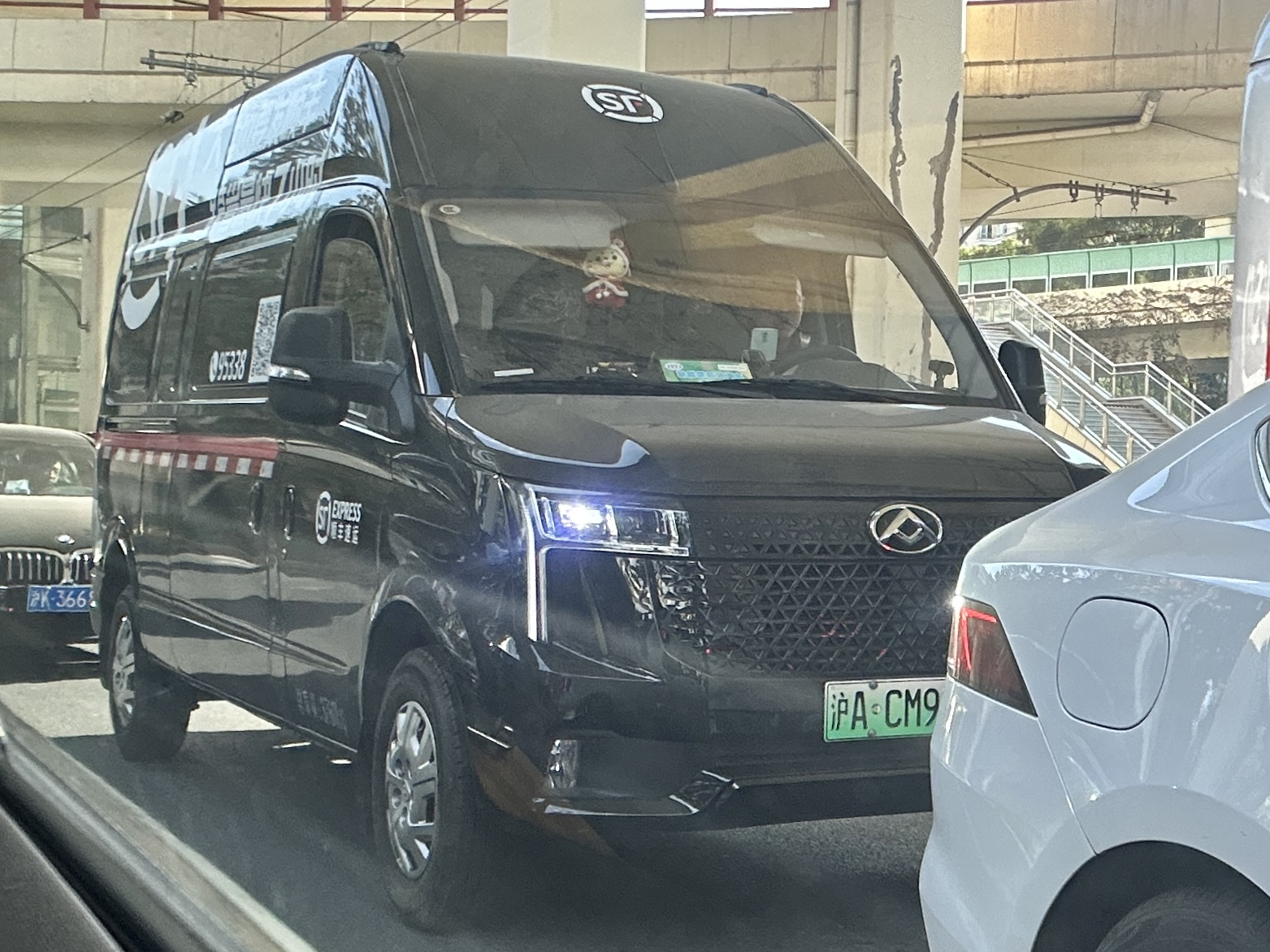
Maxus EV80 Pro

Maxus EV80 и EV80 Plus являются электрическими версиями V80 и были представлены на китайском рынке в августе 2020 года вместе с электрическим фургоном EV90.  EV80 приводится в движение синхронным двигателем с постоянными магнитами мощностью 120 кВт и крутящим моментом 280 Н·м. Батареи представляют собой литий-железо-фосфатные батареи емкостью 51,5, 53 и 71 кВтч, обеспечивающие запас хода на чистой электрической энергии от 202 до 250 км.
Maxus EV80 Pro, выпущенный в 2023 году, представляет собой более премиальный и обновленный вариант обычного EV80. После 2024 модельного года V80 с ДВС подвергся масштабному рестайлингу с совершенно другой передней частью и новыми задними фонарями. EV80 приводится в движение тем же синхронным двигателем с постоянными магнитами, развивающим мощность 120 кВт и 280 Н·м, что и EV80 Plus. EV80 Pro оснащен литий-железо-фосфатными батареями емкостью 77 кВтч, а зарядка до 80 % занимает всего 43 минуты. Официальный запас хода, представленный Maxus, составляет 320 км.

### MG V80
V80 продается в Таиланде как MG V80 с марта 2019 года.  Тайский V80 оснащен 2,5-литровым дизельным турбодвигателем от VM Motori. Мощность составляет 136 л.с. и 330 Нм. На выбор предлагается два типа коробки передач: шестиступенчатая МКПП,  или автомат с одним сцеплением (механический автомат).

#### FCV80
В ноябре 2017 года на Международной автомобильной выставке в Гуанчжоу была представлена FCV80 - версия пассажирского V80 с гибридным топливным элементом: автомобиль комплектовался электродвигателем мощностью 100 киловатт (130 л.с.) и крутящим моментом 350 Нм и литий-ионным аккумулятором емкостью 35 кВтч, который можно зарядить от сети переменного тока за четыре часа и двигателем работающим на водороде. В автомобиле было установлено два 100-литровых водородных бака, которые можно заправить за 3 минуты. В 2020 году было продано 297 автомобилей FCV80.